# Borčice (Dub)
Borčice (německy Bortschitz) jsou malá vesnice, část městyse Dub v okrese Prachatice v Jihočeském kraji. Nachází se asi 2,5 kilometru severovýchodně od Dubu. Je zde evidováno 7 adres. V roce 2011 zde trvale žilo osm obyvatel.
Borčice jsou také název katastrálního území o rozloze 1,99 km².

## Historie
První písemná zmínka o vesnici pochází z roku 1274.

## Obyvatelstvo
| Rok            | 1869 | 1880 | 1890 | 1900 | 1910 | 1921 | 1930 | 1950 | 1961 | 1970 | 1980 | 1991 | 2001 | 2011 | 2021 |
| -------------- | ---- | ---- | ---- | ---- | ---- | ---- | ---- | ---- | ---- | ---- | ---- | ---- | ---- | ---- | ---- |
| Počet obyvatel | 62   | 67   | 84   | 80   | 92   | 83   | 62   | 27   | 44   | 24   | 11   | 9    | 14   | 8    | 8    |
| Počet domů     | 10   | 10   | 8    | 8    | 8    | 7    | 8    | 8    | 8    | 6    | 5    | 7    | 7    | 7    | 6    |

## Obecní správa
Při sčítání lidu v letech 1850–1879 Borčice byly osadou městyse Dub v okrese Strakonice. V letech 1880–1962 byly osadou obce Dubská Lhota, se kterým patřila nejprve do okresu Strakonice, ale od roku 1950 v okrese Prachatice. Od roku 1963 jsou opět částí městyse Dub v okrese Prachatice.